# Volcán Croscat
El Croscat es un volcán de tipo estromboliano que se encuentra en el noroeste del municipio de Santa Pau, en la comarca de La Garrocha en Gerona, comunidad autónoma de Cataluña, en España. Forma parte del parque natural de la Zona Volcánica de la Garrocha.
El Croscat es el volcán más joven de la zona volcánica de La Garrocha. Tuvo dos erupciones, la primera y mayor hace 17 000 años, y la segunda hace 11 500 años. La emisión de lavas fluidas y una serie de explosiones de moderada violencia dieron lugar a un cráter en forma de herradura de unos 160 m de altura y un máximo 600 m de largo por 350 m de anchura. En la zona más alta del cráter se hallan los restos de una antigua torre de defensa, que ahora es una torre de comunicaciones.
La colada de lava y el cráter tienen una extensión de unos 20 km². En la colada de lava se asienta el hayedo de Jordá o Fageda d'en Jordà, su nombre en catalán.
Durante 25 años estuvo dedicado a la explotación de gredas, para la producción de ladrillos y pistas de tenis. Las extracciones del Croscat fueron la principal causa de las movilizaciones populares que hicieron que el Parlamento de Cataluña, en 1982, aprobase la creación del parque natural de la Zona Volcánica de la Garrocha. No obstante, hasta 1991 no se pudieron parar las extracciones, cuando la Generalidad de Cataluña compró la empresa explotadora. Posteriormente, la misma Generalidad expropió los terrenos de la Reserva Natural y procedió a su restauración.
La extracción de gredas o lapilli dio lugar a un impresionante tajo en la parte posterior del cráter, la más alta, de más de 100 m de altura y 500 m de longitud, que se ha convertido en una atracción turística. Las capas más oscuras son las originales de la lava, pero debido a la oxidación, se han formado una serie de capas de colores rojizos y anaranjados muy llamativos.
Fue el último volcán de la península en entrar en erupción.